# Westlife
Westlife je irska muška glazbena grupa (eng. boy band). Nastali su 1998. godine, a raspustili su se 2012. godine, nakon gotovo 14 godina zajedno. Izvorno ih je okupio Simon Cowell. Glavni menadžer bio je Louis Walsh. Sastav Westlife-a na kraju su činili: Shane Filan, Mark Feehily, Kian Egan i Nicky Byrne. Brian McFadden bio je peti član od 1998. do njegova odlaska 2004.
Westlife je prodao preko 45 milijuna albuma širom svijeta, uključujući studijske albume, singlove, video izdanja i kompilacija albuma. Imali su 14 broj 1. singlova u Velikoj Britaniji (treći najbolji rezultat u Velikoj Britaniji, samo iza Beatlesa i Elvisa Presleyja) i 26 top 10 singlova u 14 godina karijere. Osvojili su četiri godišnje nagrade publike u Velikoj Britaniji (eng. The Record of the Year). Unatoč njihovom uspjehu u Europi i šire, nisu se probili na američko tržište, jer su tamo imali samo jedan hit singl, "Swear It Again"  2000.
U listopadu 2011., Westlife je najavio, da će se raspusti 2012. nakon završetka turneje. Njihov zadnji koncert, održao se u Dublinu,  pred 85.000 ljudi, 23. lipnja 2012. Zbog velike potražnje, koncert se prikazivao uživo u kinima diljem svijeta.
Dne 3. listopada 2018. sastav je nakon 6 godina najavio povratak, novi album i turneju.

## Diskografija
- Westlife (1999.)
- Coast to Coast (2000.)
- World of Our Own (2001.)
- Turnaround  (2003.)
- Allow Us to Be Frank (2004.)
- Face to Face (2005.)
- The Love Album (2006.)
- Back Home (2007.)
- Where We Are (2009.)
- Gravity (2010.)
- Spectrum (2019.)